# Hayward (Kalifornija)
Hayward je grad u američkoj saveznoj državi Kalifornija. Prema popisu stanovništva iz 2010. u njemu je živjelo 144.186 stanovnika.